# Иван Юрьевич (князь курский)
Иван Юрьевич (Иоанн Георгиевич) (ум. 24 февраля 1147, Колтеск) — ростово-суздальский княжич, второй сын Юрия Владимировича Долгорукого от возможно брака с дочерью половецкого хана Аепы.

## Биография
Первое упоминание об Иване даётся под 1146 годом, когда Юрий Долгорукий и Святослав Ольгович договаривались о взаимной помощи и союзничестве, и одним из условий было дарование Ивану Курска и Посемья, которые в 1135 году великий князь Ярополк Владимирович вернул Всеволоду Ольговичу.
Осенью 1146 года Юрий Долгорукий послал Ивана к своему союзнику северскому князю Святославу Ольговичу.
И пусти Дюрги сына своего Иванка к Святославу, а сам узвратися из Козельска.
Принимал участие в борьбе своего отца с великим князем киевским Изяславом Мстиславичем. В ходе этой борьбы в 1147 году Юрий присылает в Колтейск тысячу бронников из белозёрской дружины на помощь Святославу Ольговичу. В это же время Иван тяжело заболевает, отчего Святослав не покинул Колтейск.
Не оправившись от болезни, Иван умер 24 февраля 1147 года в Колтеске в день обретения главы Иоанна Предтечи, небесного покровителя князя. Братьями Борисом и Глебом тело было отправлено в Суздаль.
Сведения о семье и потомках отсутствуют. Судя по тому что Иван только-только был назначен на княжение, он был в тот момент очень молод, возможно ещё подростком.